# Даулинг, Финуала
Финуала Даулинг (англ. Finuala Dowling, июнь 1962, Кейптаун) – южноафриканская писательница, пишет на английском языке.

## Биография
Дочь дикторов на радио. Закончила Кейптаунский университет, преподавала английский язык в университете Южной Африки в Претории. Защитила докторскую диссертацию по творчеству Фэй Уэлдон (1995, кн. изд. 1998). Дебютировала сборником стихов Я летаю (2002), завоевавшим престижную премию Ингрид Йонкер.
Живет в Кейптауне, преподает литературное мастерство, выпустила несколько книг по педагогике чтения. Её стихи, новеллы и эссе публикуются в различных антологиях.

## Книги

### Стихи
- I Flying, Carapace (2002)
- Doo-Wop Girls of the Universe, Penguin (2006, Sanlam Award for Poetry)
- Notes from the Dementia Ward, Kwela Books/Snailpress (2008, премия Оливии Шрейнер)

### Романы
- Что нужно поэтам/ What Poets Need, Penguin (2005)
- Flyleaf, Penguin (2007)
- Homemaking for the Down-at-Heart, Kwela Books (2011, премия южноафриканской телевизионной сети M-Net)